# The Barkleys of Broadway
The Barkleys of Broadway is een Amerikaanse muziekfilm uit 1949 onder regie van Charles Walters. Het is de eerste film na tien jaar die Fred Astaire en Ginger Rogers weer samen maakten. Het is tevens hun laatste film en de enige in kleur. Het scenario is van Betty Comden, Adolph Green en Sidney Sheldon, de liedjes zijn van Harry Warren (muziek) en Ira Gershwin (tekst) met toevoeging van "They Can't Take That Away from Me" van George en Ira Gershwin en de choreografie is van Robert Alton en Hermes Pan.
Judy Garland werd door haar veelvuldige afwezigheid als gevolg van een voorgeschreven medicatie vervangen door Ginger Rogers.

## Verhaal
Het echtpaar Josh en Dinah Barkley treedt samen op in lichtvoetige komedies op Broadway. Ze zijn op het toppunt van hun carrière, maar hun huwelijk loopt niet over rozen. Op de première van hun nieuwe voorstelling leert Dinah de Franse toneelschrijver Jacques Pierre Barredout kennen. Hij wil haar ervan overtuigen om alleen nog tragische rollen te spelen. Dinah ziet daarin een kans om onder haar huwelijk uit te komen.

## Rolverdeling
| Acteur           | Personage                |
| ---------------- | ------------------------ |
| Fred Astaire     | Josh Barkley             |
| Ginger Rogers    | Dinah Barkley            |
| Oscar Levant     | Ezra Millar              |
| Billie Burke     | Mevrouw Lingston Belney  |
| Gale Robbins     | Sherlene May             |
| Jacques François | Jacques Pierre Barredout |
| George Zucco     | Rechter                  |
| Clinton Sundberg | Bert Felsher             |
| Inez Cooper      | Pamela Driscoll          |
| Carol Brewster   | Gloria Amboy             |
| Wilson Wood      | Larry                    |

## Liedjes en instrumentale muziek
| Titel                             | Componist                 | Tekstschrijver | Bijzonderheid                                                                   |
| --------------------------------- | ------------------------- | -------------- | ------------------------------------------------------------------------------- |
| Swing Trot                        | Harry Warren              | Ira Gershwin   |                                                                                 |
| Sabeldans                         | Aram Chatsjatoerjan       |                | Gearrangeerd voor piano en orkest                                               |
| You'd Be Hard to Replace          | Harry Warren              | Ira Gershwin   |                                                                                 |
| Bouncin' the Blues                | Harry Warren              |                |                                                                                 |
| My One and Only Highland Fling    | Harry Warren              | Ira Gershwin   |                                                                                 |
| Weekend in the Country            | Harry Warren              | Ira Gershwin   |                                                                                 |
| Shoes with Wings On               | Harry Warren              | Ira Gershwin   | Solodans van Astaire                                                            |
| Pianoconcert nr. 1                | Pjotr Iljitsj Tsjaikovski |                | Ingekort en uitgevoerd door een symfonieorkest met Oscar Levant achter de piano |
| They Can't Take That Away from Me | George Gershwin           | Ira Gershwin   | Oorspronkelijk uit de musical Shall We Dance                                    |
| Manhattan Down Beat               | Harry Warren              | Ira Gershwin   |                                                                                 |

## Prijzen en nominaties
| Jaar | Prijs  | Categorie        | Genomineerde(n)     | Uitslag     |
| ---- | ------ | ---------------- | ------------------- | ----------- |
| 1950 | Oscars | Beste camerawerk | Harry Stradling sr. | Genomineerd |